# 李宗唐
李宗唐，山東省青州府博山縣人，清朝政治人物、同進士出身。
光緒十二年（1886年），参加光緒丙戌科殿試，登進士三甲66名。同年五月，著以内阁中书。